# 足利持氏
足利 持氏（あしかが もちうじ）は、室町時代の武将。第4代鎌倉公方（在職：1409年 - 1439年）。第3代鎌倉公方・足利満兼の子。

## 生涯

### 幼少期
応永16年（1409年）7月、父・満兼の死去によって、9月に鎌倉公方となる。
応永17年（1410年）8月、叔父である足利満隆が持氏に対して謀反を企てているとの風説が立ち、持氏が関東管領であった上杉憲定の屋敷に逃げ込むという騒動が発生する（『鎌倉大草紙』など）が、憲定の仲介により持氏の異母弟の乙若丸を満隆の養子とすることで和睦・落着した（騒動は反憲定の勢力が満隆と結んだために発生したものであったため、その煽りを受けて憲定は翌年に関東管領を辞任している）。
同年12月、幸王丸は元服し、室町幕府の将軍・足利義持より偏諱（「持」の字）を賜って、持氏と名乗った（弟の乙若丸（改め持仲）も、同様に｢持｣の字を受けている）。
持氏は公方となったものの若年であり、新たに関東管領となった上杉氏憲（後の禅秀）の補佐を受けていた。北日本の奥羽地方は鎌倉府の管轄で持氏の2人の叔父である篠川公方足利満直・稲村公方足利満貞が治めていたが、応永20年（1413年）に伊達持宗が両者に逆らい反乱を起こしたため、持氏は奥州国人衆に召集を呼びかけ反乱を鎮圧した。
しかし、持氏は禅秀を疎んじるようになり、禅秀は満隆・持仲と結んでいたため、両者の間の対立が次第に激しくなった。
応永22年（1415年）、禅秀が関東管領を辞し、持氏は上杉憲基（憲定の子）を後任として就任させた。
応永23年（1416年）、遂に禅秀・満隆はクーデターを起こし、持氏・憲基は一時鎌倉を追われて駿河に追放された（上杉禅秀の乱）。しかし、この反乱は、翌年に幕命を受けた越後の上杉房方・駿河の今川範政らによって鎮圧され、禅秀・満隆・持仲は自害し、持氏らは鎌倉に復帰した。
ところが、さらに翌年の応永25年（1418年）には関東管領の憲基が急死し、幼少であった憲実が後任に就任すると若年の鎌倉公方を更に幼い関東管領が補佐するという事態が発生する。そのため、本来は上位者である鎌倉公方の命令を伝えるために関東管領が作成する施行状を作成することが出来ず、持氏本人が憲実の代理で施行状を作成するという事態が応永31年（1424年）まで続いている。

### 将軍との対立
京都の将軍と鎌倉公方の対立は、持氏の祖父・足利氏満の時代にすでに始まっていた。この時は関東管領上杉憲春の諫死で対立は未然に防がれたが、関東に支配権を延ばそうとする将軍と、それに抗する鎌倉公方の衝突は宿命的なものであった。
応永30年（1423年）、京都扶持衆の小栗満重が室町幕府の命令を受けて反乱を企てたとしてこれを攻め滅ぼし、続いて同じく扶持衆の宇都宮持綱・桃井宣義を倒して関東から親幕府勢力の一掃を図った（小栗満重の乱または応永の乱）。これに対して、将軍・足利義持は持氏討伐を計画するが、持氏の謝罪によって討伐は中止された。だが、関東御扶持衆を用いて持氏の勢力拡大を牽制しようとする幕府側とそれに対抗しようとする持氏の対立は深刻化する一方であった。
応永32年（1425年）、5代将軍であった足利義量が病死し、正長元年（1428年）に前将軍であった義持も病死して将軍職が空位となると、持氏は義持の猶子であり、自身が足利氏の一族であるという名分から6代将軍の座を望んだ。しかし、管領の畠山満家や三宝院門跡満済らの協議によって、6代将軍は義持の弟4人のうちから籤引きで選ばれることになり、この結果、天台座主義円が還俗して足利義教として将軍職を継承することとなった。
持氏はこの将軍職相続に不満を持ち、新将軍の義教を『還俗将軍』と軽んじ、義教の将軍襲職祝いの使者を送らなかった。さらに、元号が永享に改元されても前年号の正長を使い続け、本来ならば将軍が決定する鎌倉五山の住職を勝手に取り決めるなど、幕府と対立する姿勢を見せ始めた。
関東管領・上杉憲実は持氏と義教の融和を懸命に努めたが、持氏はこれに応じずに逆に憲実を遠ざけ、上杉氏庶流の上杉憲直や一色直兼・簗田満助ら近臣を重用し、やがて憲実が持氏に討たれるという噂が流れるまでになる。
永享9年（1437年）、憲実は施行状の発給を止め、間もなく関東管領を辞職している（なお、これ以降関東管領の施行状の発給は途絶する）。一方、幕府においても義教と度々対立していた斯波義淳が永享4年（1432年）に管領を辞し、また宥和派であった畠山満家が翌永享5年（1433年）に、満済が永享7年（1435年）に没すると義教を止めることのできる人間は存在しなくなった。

### 永享の乱
永享10年（1438年）6月、持氏の嫡子賢王丸が元服を迎えて名を改める際、本来ならば将軍に一字を拝領する慣例であったが、それを行わず「義久」と名付けた。なお、『喜連川判鑑』では元服式はわざわざ源義家の先例を調べて行われたもので、憲実はこの命名に反対したが無視されたとする。持氏は義久を源義家に擬して「八幡太郎」の通称を称させて、鶴岡八幡宮にて元服の式を挙げた。憲実はこの元服式に出席せず、憲実と持氏の対立は決定的となった。
8月、憲実は鎌倉を去り、領国の上野国へ下った。これを憲実の反逆と見た持氏は一色直兼に命じて討伐軍を差し向け、自らも武蔵国府中高安寺に出陣する。
将軍・義教は憲実の救援のため、篠川公方足利満直（上杉禅秀の乱後持氏と対立）や駿河守護今川範忠の出兵を命じた。さらに禅秀の子上杉持房・教朝らを含む6万の軍勢を派遣する。同時に持氏追討の治罰綸旨の発給を求め、持氏は朝敵となった。
9月27日、持氏軍は敗れて相模の海老名まで引いたが、鎌倉を守護していた三浦時高ら武将の裏切りが相次いだために兵は逃亡し、持氏は孤立無援となった。
持氏は鎌倉に引く途中で憲実の家宰・長尾忠政（芳傳、長尾忠綱の子）と出会い、憲実に義教との折衝を依頼する。その後、鎌倉称名寺で出家し、永安寺に幽閉された。憲実は持氏の助命と義久の公方就任を懇願したが、義教は許さず、憲実に持氏の追討を命じた。
永享11年（1439年）2月10日、憲実の兵が永安寺を攻撃し、持氏は自害して果てた（永享の乱）。義久と稲村公方足利満貞も自害した。
持氏の自害により鎌倉公方は一旦滅亡することになるが、永享12年（1440年）3月に彼の遺児である春王丸・安王丸を担いだ結城氏朝・持朝父子が蜂起し、関東の混乱は続いた（結城合戦）。この反乱も幕府に鎮圧され、結城氏朝父子は自害、春王丸・安王丸は幕府に捕らえられ処刑されたが、後に春王丸らの兄弟で生き残っていた成氏が鎌倉に帰還、鎌倉公方に就任するも上杉氏と対立、享徳の乱を引き起こし北関東へ逃れ、古河公方を称することになる。

## 官歴
※日付＝旧暦
- 1410年（応永17年）12月22日、元服し、持氏と名乗る。同日、従四位下に叙し、左馬頭に任官。
- 1420年（応永27年）12月、従三位に昇叙し、左兵衛督に転任。
- 1438年（永享10年）10月、出家。

## 系譜
- 父：足利満兼
- 母：一色氏
  - 弟：足利持仲
  - 妻：不明[注釈 2]
  - 妻：簗田河内守の娘（簗田満助の姪か？[7]）[注釈 3]
    - 子：安漬和尚
    - 子：義久（賢王丸、八幡太郎）
    - 子：春王丸
    - 子：安王丸
    - 子：成氏（万寿王丸）
    - 子：成潤
    - 子：周昉（守実、一説成潤の兄とも。長春院院主）
    - 子：尊敒 （若宮別当蓮華光院）
    - 子：定尊
    - 子：弘尊（「続群書類従」では定尊と混同。若宮別当蓮華光院の僧正。）
    - 子：蔭山広氏（「寛政譜」による。）

## 偏諱を与えた人物
- 石川持光（いしかわ もちみつ、陸奥石川氏）
- 一色持家
- 岩松持国
- 上杉持定（扇谷上杉家）
- 上杉持朝
- 上杉氏憲（犬懸上杉家）- 持氏と折り合いが悪く、後に上杉禅秀の乱を起こすが敗死。
- 宇都宮持綱
- 大井持光
- 大森氏頼 - 扇谷上杉家の重臣として知られる人物であるが、永享の乱以前は鎌倉府に仕えていた。
- 大多和持高（おおたわ もちたか）- 大多和氏。系譜は「義遠－義武－義之－義雄－義高－持高」と伝わり[8]、持高は持氏の偏諱授与者と考えられている[9]。
- 大伴持時（おおとも もちとき） - 家系は古代氏族・大伴氏の末裔を称し、鶴岡八幡宮神主を世襲した家柄[10]。応永21年（1414年）3月、11歳で持氏から偏諱を賜ったと伝わる[11]。
- 小田持家
- 小山持政
- 木戸持季（きど もちすえ） - 野田持忠（野田氏）と同族で、小山義政の乱後に下野守護に任命された木戸貞範（法季）の孫。結城合戦において結城氏朝方につき討死。
- 野田持忠
- 野田持保（のだ もちやす） - 宝徳3年（1451年）に野田持忠が知行に強入部したとして名前の伝わる人物。持忠の近親者（弟か）と思われる。
- 舞木持広（もうぎ もちひろ）- 駿河守。家系は藤原秀郷流佐貫氏の支流とされる。岩松満純（持国の伯父）の追討や、被官の赤井若狭守とともに参加した永享の乱で活躍。永享12年（1440年）山内上杉家の家宰・長尾忠政（忠綱の子）により謀殺された。
- 簗田持助
- 結城氏朝（下総結城氏）
- 結城氏朝（白河結城氏） - 上記の下総結城氏の氏朝と同名の人物だが、白河結城氏は京都扶持衆の一員であるなど幕府寄りであり、永享の乱・結城合戦においてはそれぞれ鎌倉府・下総結城氏と敵対している。
- 結城持朝（下総結城氏）